# Michael et Mollie Hardwick
Pour les articles homonymes, voir Hardwick.
Michael Harwick, né le 10 septembre 1924 à Leeds, Yorkshire de l'Ouest, et mort le 4 mars 1991 à Canterbury, dans le Kent, et Mollie Hardwick, née Greenhalgh, le 7 mars 1916 à Manchester, et morte le 13 décembre 2003, à Londres, sont des écrivains britanniques, auteurs de novélisations de séries télévisées et de plusieurs romans policiers. Ces époux, qui ont souvent écrits en collaboration, ont également signé des œuvres chacun de leur côté.

## Biographie
Michael Hardwick sert dans l'armée aux Indes britanniques et au Japon.  Puis, il tourne pendant cinq ans des documentaires en Nouvelle-Zélande et devient responsable du service de photographie d'un journal. Il rentre en Angleterre et travaille à la BBC. Il fait également paraître des ouvrages de criminologie consacrés à des affaires et des procès criminels célèbres.  De son côté, Mollie travaille d'abord comme présentatrice pour la radio de la BBC dans le Nord de l'Angleterre, avant d'être affectée au département de l'écriture dramatique de Londres et de devenir aussi productrice.  C'est donc à la BBC que Michael et Mollie se rencontrent avant de se marier en 1961. Ils quittent la BBC en 1963. Dès lors, les époux deviennent écrivains et font preuve d'un intérêt marqué pour l'histoire de la musique et de la littérature, notamment par la publication d'ouvrages et d'articles sur les écrivains Charles Dickens, Oscar Wilde, Jane Austen, Anthony Trollope, George Bernard Shaw et sur Gilbert et Sullivan. Ils donnent également, seuls ou en collaboration, des romans, récits, pièces de théâtre et scripts pour la télévision reprenant le personnage de Sherlock Holmes, créé par Arthur Conan Doyle.  À partir des années 1970, ils rédigent surtout des novélisations, notamment des épisodes de la série télévisée britannique Maîtres et Valets. En France, ils sont surtout connu pour leur novélisation du film La Vie privée de Sherlock Holmes réalisé par Billy Wilder.  
Michael Hardwick meurt en 1991. Quelques années avant ce décès, son épouse signe seule une douzaine de romans d'amour, mais peu après, elle se lance dans l'écriture d'une série policière ayant pour héroïne la jeune et belle antiquaire Doran Fairweather, mariée au vicaire d'un petit village anglais où se déroulent ses enquêtes. Mollie Hardwick meurt accidentellement en 2003 dans l'incendie de son appartement londonien.

## Œuvre en commun

### Romans
- Man Who Was Sherlock Holmes (1964)
- Gaslight Boy (1976)

### Novélisation
- The Private Life of Sherlock Holmes (1970) Publié en français sous le titre La Vie privée de Sherlock Holmes, Paris, Librairie des Champs-Élysées, 1972 ; réédition, Paris, Le Livre de poche no 3896, 1974 ; réédition, Paris, Nouvelles Éditions Oswald, coll. Le Miroir obscur no 108, 1985 ; réédition, Paris, Librairie des Champs-Élysées, coll. Le Masque no 2068, 1991

### Théâtre
- Four Sherlock Holmes Plays (1964)
- The Game's Afoot (1969)
- Four More Sherlock Holmes Plays (1973)
- The Hound of the Baskervilles (1984), adaptation scénique du roman Le Chien des Baskerville de Conan Doyle

### Essais
- The Sherlock Holmes Companion (1962)
- Sherlock Holmes Investigates (1963)
- The Charles Dickens Companion (1965)
- The Worlds Greatest Sea Mysteries (1968)
- Alfred Deller: a Singularity Voice (1969), en collaboration avec Michael Tippett
- A Literary Journey: Visits to the Homes of Greats Writers (1970)
- Dickens' England (1970)
- Plays from Dickens (1970)
- Charles Dickens: As They Saw Them (1970)
- The Bernard Shaw Companion (1973)
- Dickens's England: the Places in His Life and Works (1976)

## Œuvre de Michael Hardwick seul

### Romans
- The Jolly Toper (1961)
- Regency Royal (1978)
- Prisoner of the Devil (1979) Publié en français sous le titre Sherlock Holmes et le prisonnier de l'île du Diable, Paris, Balland, 1980
- Regency Rake (1979)
- Regency Revenge (1980)
- The Chinese Detective (1981)
- Bergerac (1981)
- Sherlock Holmes: My Life and Crimes (1984)
- Last Tenko (1984)
- The Private Life of Dr Watson (1985)
- The Revenge of the Hound (1987)
- Nightbone (1989)

### Novélisations
- The Inheritors (1974)
- The Cedar Tree (1976)

### Essais
- Emigrant in Motley: the Journey of Charles and Ellen Kean in Quest of a Thetrical Fortune in Australia and America (1954)
- Oppertunity in New Zealand (1955)
- Seeing New Zealand: an Illustrated Travel Guide (1959)
- The Verdict of the Court (1960)
- Doctors on Trial (1961)
- The Plague and the Fire of London (1966)
- Writer's Houses: a Literary Journey in England (1968)
- Discovery of Japan (1970) Publié en français sous le titre Découverte du Japon, Paris, Larousse, coll. Poche couleurs no 26, 1971
- The Osprey Guide to Gilbert and Sullivan (1972)
- The Charles Dickens Encyclopedia (1973)
- The Osprey Guide to Oscar Wilde (1973)
- The Osprey Guide to Jane Austen (1973)
- Literary Atlas of Gazetteer of the British Isles (1973)
- The Charles Dickens Quiz Book (1974)
- A Guide to Anthony Trollope (1974)
- Cars of the Thrities and the Fories (1979)
- Oscar Wilde (1985)
- The Complete Guide to Sherlock Holmes (1986) Publié en français sous le titre Guide complet de Sherlock Holmes, Amiens, Encrage, coll. Bibliothèque holmsienne no 2, 1996

## Œuvre de Mollie Hardwick seule

### Série policièreDoran Fairweather
- Malice Domestic (1986)
- Parson's Pleasure (1987)
- Uneaseful Death (1988)
- The Bandernatch (1989)
- Perish in July (1989)
- The Dreaming Damozel (1990)
- Come Away Death (1995)

### Autres romans
- The Beauty's Daughter (1976)
- Lovers Meeting (1979)
- Sisters in Love (1979)
- Willowwood (1980)
- Dove's Nest (1980)
- The Atkinson Heritage (1981)
- Talking Cure (1981)
- Monday's Child (1981)
- I Remeber Love (1982)
- The Shakespeare Girl (1983)
- By the Sword Divided (1983)
- The Merrymaid (1984)
- Girl with a Crystal Dove (1985)
- Blood Royal (1988)

### Novélisations de la sérieMaîtres et Valets
- Sarah's Story (1973) Publié en français sous le titre Histoire de Sarah, Paris, Robert Laffont, 1975 ; réédition, Paris, J'ai lu no 719, 1977
- Mr. Hudson's Diary (1973), signé Michael Hardwick seul
- Rose's Story (1974)
- The Years of Change (1974)
- Mr. Bellamy's Story (1974), signé Michael Hardwick seul
- The War to End Wars (1975)
- Mrs. Bridges' Story (1975), en collaboration avec Michael Hardwick
- On With the Dance (1975), signé Michael Hardwick seul
- Endings and Beginnings (1976), signé Michael Hardwick seul

### Novélisations de la sérieJuliet Bravo
- Juliet Bravo 1 (1980)
- Juliet Bravo 2 (1980)
- Calling Juliet Bravo (1981), recueil de nouvelles

### Novélisation de la sérieThe Duchess of Duke Street
- The Duchess of Duke Street (1976) Publié en français sous le titre La Duchesse de Duke Street, Paris, Éditions de Trévise, 1980
- The Way Up (1977)
- The Golden Years (1978)
- The World Keeps Turning (1979)

### Novélisation de la sérieThomas and Sarah
- Thomas and Sarah (1978)
- Two for a Spin (1979)

### Essais
- Emma, Lady Hamilton (1969)
- The World of Upstairs, Downstairs (1976)

## Sources
- Claude Mesplède (dir.), Dictionnaire des littératures policières, vol. 1 : A - I, Nantes, Joseph K, coll. « Temps noir », 2007, 1054 p. (ISBN 978-2-910-68644-4, OCLC 315873251), p. 929-930.